# Áyios Khristóforos
Áyios Khristóforos (Agios Christoforos) är en ort i Grekland.   Den ligger i prefekturen Nomós Serrón och regionen Mellersta Makedonien, i den nordöstra delen av landet, 300 km norr om huvudstaden Aten. Áyios Khristóforos ligger 170 meter över havet och antalet invånare är 192.
Terrängen runt Áyios Khristóforos är kuperad åt nordost, men åt sydväst är den platt.Runt Áyios Khristóforos är det ganska glesbefolkat, med 34 invånare per kvadratkilometer. Närmaste större samhälle är Serrai, 19,5 km väster om Áyios Khristóforos. Trakten runt Áyios Khristóforos består till största delen av jordbruksmark.